# Comté de Walla Walla
Pour les articles homonymes, voir Walla Walla.
Le comté de Walla Walla (anglais: Walla Walla County) est un comté de l'État américain de Washington, situé dans le sud-ouest de l'État. Son siège est Walla Walla. Selon le recensement de 2000, sa population est de 55 180 habitants.

## Géolocalisation
| Comté de Franklin |                           |                                |
| Comté de Benton   | Comté de Walla Walla      | Comté de Columbia (Washington) |
|                   | Comté d'Umatilla (Oregon) |                                |